# Correbia meridionalis
Correbia meridionalis là một loài bướm đêm thuộc phân họ Arctiinae, họ Erebidae.